# Вадим Трунин
Вадим Васильевич Трунин (8 октомври 1935 г. – 6 декември 1992 г. Москва) е руски и съветски писател, публицист и сценарист. Заслужил артист на РСФСР (1980).

## Биография
Завършва Литературния институт, кръстен на Максим Горки (1961), след което работи в регионалния вестник „Акмола“. Впоследствие живее и работи в Москва.
В продължение на няколко години той ръководи Централното студио за сценаристика.
Погребан на гробището „Ваганковское“ (секция 2).